# Liste der Stolpersteine in Langenlonsheim
Die Liste der Stolpersteine in Langenlonsheim enthält alle Stolpersteine, die im Rahmen des gleichnamigen Kunst-Projekts von Gunter Demnig in Langenlonsheim verlegt wurden. Mit ihnen soll der Opfer des Nationalsozialismus gedacht werden, die in Langenlonsheim lebten und wirkten. Bei bisher drei Verlegungen am 31. August 2011, am 4. Oktober 2017 und am 7. Februar 2023 wurden insgesamt 38 Stolpersteine verlegt.

## Verlegte Stolpersteine
| Adresse, Lage                   | Verlegedatum  | Name, Inschrift | Bild | Anmerkung |
| ------------------------------- | ------------- | --- | ---- | --------- |
| Gutenbergerstraße 13 (Standort) | 31. Aug. 2011 | HIER WOHNTE GUSTAV KAHN JG. 1885 DEPORTIERT 1942 ERMORDET IN SOBIBOR                                                               |      |           |
| Gutenbergerstraße 13 (Standort) | 31. Aug. 2011 | HIER WOHNTE JOHANNA KAHN GEB. WEISS JG. 1889 DEPORTIERT 1942 ERMORDET IN SOBIBOR                                                   |      |           |
| Naheweinstraße 79 (Standort)    | 31. Aug. 2011 | HIER WOHNTE ANNA BLANK JG. 1895 FLUCHT 1936 BELGIEN INTERNIERT MECHELEN DEPORTIERT 1944 AUSCHWITZ ERMORDET APRIL 1944              |      |           |
| Naheweinstraße 132 (Standort)   | 31. Aug. 2011 | HIER WOHNTE LUDWIG MAYER JG. 1864 DEPORTIERT 1942 THERESIENSTADT ERMORDET 27.9.1942                                                |      |           |
| Naheweinstraße 132 (Standort)   | 31. Aug. 2011 | HIER WOHNTE LISELOTTE MAYER JG. 1910 DEPORTIERT 1942 ERMORDET IN SOBIBOR                                                           |      |           |
| Naheweinstraße 132 (Standort)   | 31. Aug. 2011 | HIER WOHNTE JOHANNA MAYER GEB. HEYMANN JG. 1872 DEPORTIERT 1942 THERESIENSTADT ERMORDET 2.12.1942                                  |      |           |
| Schulstraße 12 (Standort)       | 31. Aug. 2011 | HIER WOHNTE ISABELLA WEISS GEB. FURCHHEIMER JG. 1878 DEPORTIERT 1942 THERESIENSTADT ERMORDET 6.6.1943                              |      |           |
| Schulstraße 12 (Standort)       | 31. Aug. 2011 | HIER WOHNTE AUGUST WEISS JG. 1878 DEPORTIERT 1942 THERESIENSTADT ERMORDET 21.11.1943                                               |      |           |
| Schulstraße 12 (Standort)       | 31. Aug. 2011 | HIER WOHNTE SALLY WEISS JG. 1908 VERHAFTET DACHAU ERMORDET 18.4.1942 FLOSSENBÜRG                                                   |      |           |
| Schulstraße 12 (Standort)       | 31. Aug. 2011 | HIER WOHNTE MAX WEISS JG. 1909 DEPORTIERT 1941 LODZ ERMORDET IN CHELMNO                                                            |      |           |
| Schulstraße 12 (Standort)       | 31. Aug. 2011 | HIER WOHNTE KURT NORBERT WEISS JG. 1913 DEPORTIERT 1941 LODZ ERMORDET IN CHELMNO                                                   |      |           |
| Naheweinstraße 106 (Standort)   | 4. Okt. 2017  | HIER WOHNTE LINA WEISS JG. 1874 DEPORTIERT 1942 THERESIENSTADT ERMORDET 12.1.1943                                                  |      |           |
| Naheweinstraße 106 (Standort)   | 4. Okt. 2017  | HIER WOHNTE MORITZ WEISS JG. 1880 DEPORTIERT 1942 ERMORDET IM BESETZTEN POLEN                                                      |      |           |
| Naheweinstraße 106 (Standort)   | 4. Okt. 2017  | HIER WOHNTE FRIEDA WEISS GEB. ROTSCHILD JG. 1880 GEDEMÜTIGT / ENTRECHTET TOT 24.6.1941                                             |      |           |
| Naheweinstraße 106 (Standort)   | 4. Okt. 2017  | HIER WOHNTE HANS MARTIN WEISS JG. 1911 FLUCHT 1939 FRANKREICH USA                                                                  |      |           |
| Naheweinstraße 113 (Standort)   | 4. Okt. 2017  | HIER WOHNTE CARL NACHMANN JG. 1862 FLUCHT 1939 USA TOT 30.11.1939 MILWAUKEE                                                        |      |           |
| Naheweinstraße 113 (Standort)   | 4. Okt. 2017  | HIER WOHNTE IDA NACHMANN GEB. GOLDMANN JG. 1871 GEDEMÜTIGT / ENTRECHTET TOT 7.9.1938                                               |      |           |
| Naheweinstraße 117 (Standort)   | 7. Feb. 2023  | HIER WOHNTE SIEGMUND HEYMANN JG. 1878 FLUCHT 1939 BRASILIEN                                                                        |      |           |
| Naheweinstraße 117 (Standort)   | 7. Feb. 2023  | HIER WOHNTE MATHILDE HEYMANN GEB. WEIL JG. 1884 FLUCHT 1939 BRASILIEN                                                              |      |           |
| Naheweinstraße 117 (Standort)   | 7. Feb. 2023  | HIER WOHNTE WILHELM WEIL JG. 1882 DEPORTIERT 1940 GURS ERMORDET                                                                    |      |           |
| Naheweinstraße 117 (Standort)   | 7. Feb. 2023  | HIER WOHNTE BERNHARD WALTER HEYMANN JG. 1911 FLUCHT 1936 SCHWEIZ FRANKREICH BRASILIEN                                              |      |           |
| Naheweinstraße 117 (Standort)   | 7. Feb. 2023  | HIER WOHNTE KAROLINE HEYMANN GEB. FORST JG. 1859 FLUCHT 1939 BRASILIEN                                                             |      |           |
| Naheweinstraße 142 (Standort)   | 7. Feb. 2023  | HIER WOHNTE JOHANNES HOHL JG. 1880 SEIT 1911 IN MEHREREN HEILANSTALTEN ´VERLEGT´ 3.11.1943 HEILANSTALT HADAMAR ERMORDET 11.11.1943 |      |           |
| Naheweinstraße 146 (Standort)   | 7. Feb. 2023  | HIER WOHNTE KARL MUFF JG. 1898 EINGEWIESEN HEILANSTALT ANDERNACH ´VERLEGT´ 7.5.1941 HADAMAR ERMORDET 7.5.1941 ´AKTION T4´          |      |           |
| Naheweinstraße 146 (Standort)   | 7. Feb. 2023  | HIER WOHNTE PHILIPP MUFF JG. 1901 EINGEWIESEN HEILANSTALT ANDERNACH ´VERLEGT´ 7.5.1941 HADAMAR ERMORDET 7.5.1941 ´AKTION T4´       |      |           |
| Naheweinstraße 172 (Standort)   | 7. Feb. 2023  | HIER WOHNTE CARL LUDWIG MAYER JG. 1873 FLUCHT 1939 SCHWEDEN USA                                                                    |      |           |
| Naheweinstraße 172 (Standort)   | 7. Feb. 2023  | HIER WOHNTE JENNY MAYER GEB. STRAUSS JG. 1884 FLUCHT 1939 SCHWEDEN USA                                                             |      |           |
| Naheweinstraße 172 (Standort)   | 7. Feb. 2023  | HIER WOHNTE ERIKA BERTHA MAYER JG. 1911 FLUCHT 1935 FRANKREICH SCHWEDEN                                                            |      |           |
| Naheweinstraße 191 (Standort)   | 7. Feb. 2023  | HIER WOHNTE EMILIE MAYER JG. 1883 DEPORTIERT 1942 SCHICKSAL NIE GEKLÄRT                                                            |      |           |
| Naheweinstraße 191 (Standort)   | 7. Feb. 2023  | HIER WOHNTE RUDOLF DAVID MAYER JG. 1885 DEPORTIERT 1942 SCHICKSAL NIE GEKLÄRT                                                      |      |           |
| Naheweinstraße 191 (Standort)   | 7. Feb. 2023  | HIER WOHNTE IDA MAYER GEB. MARX JG. 1890 DEPORTIERT 1942 SCHICKSAL NIE GEKLÄRT                                                     |      |           |
| Naheweinstraße 191 (Standort)   | 7. Feb. 2023  | HIER WOHNTE ERICH MAYER JG. 1921 DEPORTIERT 1942 SCHICKSAL NIE GEKLÄRT                                                             |      |           |
| Naheweinstraße 191 (Standort)   | 7. Feb. 2023  | HIER WOHNTE RICHARD MAYER JG. 1922 DEPORTIERT 1942 SCHICKSAL NIE GEKLÄRT                                                           |      |           |
| Hollergasse 8 (Standort)        | 7. Feb. 2023  | HIER WOHNTE FRITZ NATT JG. 1894 ´SCHUTZHAFT´ 1938 DACHAU FLUCHT 1939 BOLIVIEN                                                      |      |           |
| Hollergasse 8 (Standort)        | 7. Feb. 2023  | HIER WOHNTE ELSE NATT GEB. SCHWEIG JG. 1898 FLUCHT 1939 BOLIVIEN                                                                   |      |           |
| Hollergasse 8 (Standort)        | 7. Feb. 2023  | HIER WOHNTE HERBERT NATT JG. 1906 ´SCHUTZHAFT´ 1938 DACHAU FLUCHT 1939 BOLIVIEN                                                    |      |           |
| Hollergasse 8 (Standort)        | 7. Feb. 2023  | HIER WOHNTE HANS NATT JG. 1923 FLUCHT 1939 BOLIVIEN                                                                                |      |           |
| Gutenbergerstraße 13 (Standort) | 7. Feb. 2023  | HIER WOHNTE SIEGFRIED KAHN JG. 1925 FLUCHT 1937 MIT HILFE PALÄSTINA                                                                |      |           |